# Britannic (transatlantico 1929)
Il Britannic era una nave passeggeri costruita per la White Star Line. Essa fu la terza nave della compagnia a prendere questo nome.

## Storia

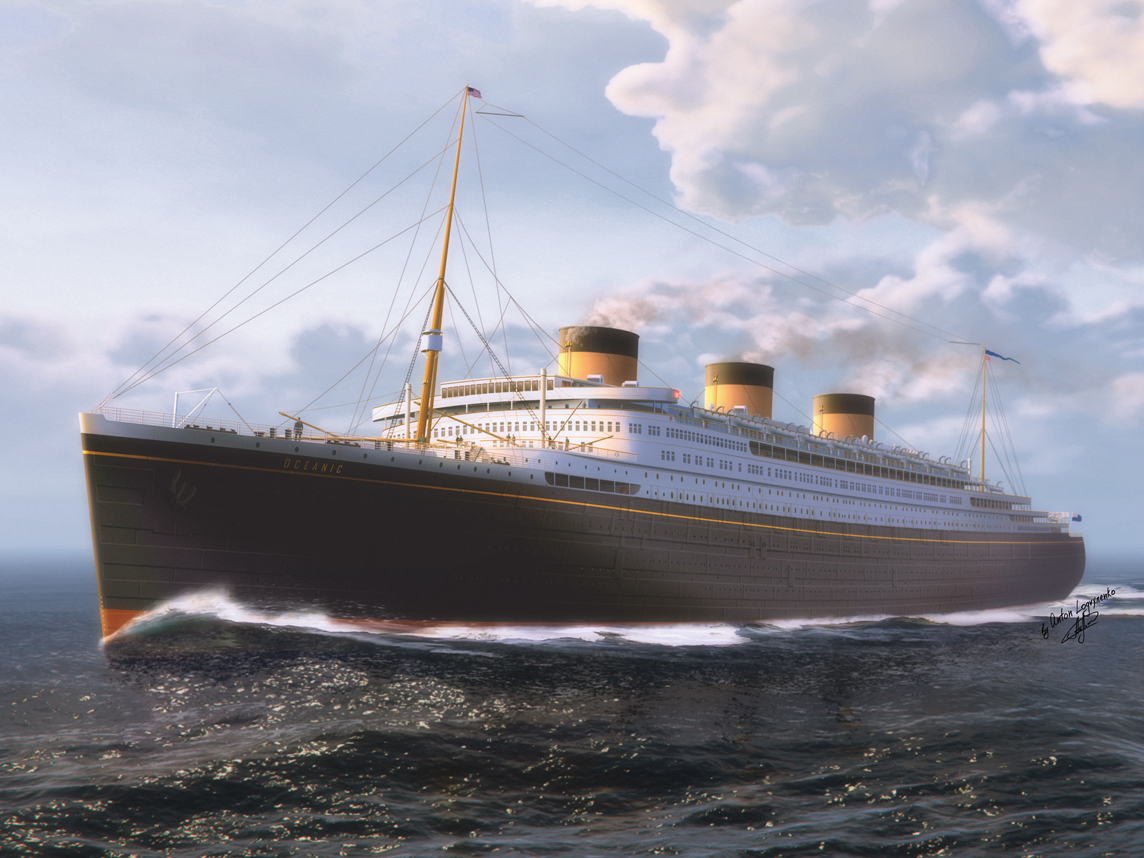
Ricostruzione grafica del progetto della RMMV Oceanic, la cui sagoma fu poi riprodotta, in scala più piccola, nel Britannic e nel Georgic.

A metà degli anni '20 la White Star Line si trovava in una situazione difficile, avendo perso durante la guerra numerose navi, tra cui l' Arabic  e soprattutto il Britannic, e stava pian piano soccombendo di fronte alla concorrenza della rivale Cunard Line. Perciò fu deciso, per ridare vita alla compagnia, di costruire un enorme transatlantico che superasse tutte le altre navi concorrenti: la suddetta nave avrebbe dovuto essere chiamata Oceanic, avrebbe misurato circa 320 metri con una stazza di 80 000 tonnellate e una velocità di oltre 30 nodi. Il progetto, tuttavia, giá di per sé costosissimo, fu definitivamente annullato con la Grande depressione del 1929, e pertanto si decise di costruire due navi molto più piccole, appunto la Britannic e la sua gemella Georgic.
Il Britannic era più grande della prima nave omonima (5.004 t) costruita nel 1874, ma più piccola della seconda e più celebre HMHS Britannic (48.158 t), costruita nel 1914 e affondata successivamente durante la prima guerra mondiale nel 1916.
Il Britannic aveva anche una gemella, la nave Georgic varata due anni dopo nel 1931 nei cantieri della Harland and Wolf.
Dal 1934 passò definitivamente in mano alla Cunard, in seguito alla fusione delle due compagnie nella Cunard White Star. Durante gli anni '30 svolse un servizio relativamente buono in termini di passeggeri, venendo molto apprezzata dalla clientela.
Durante la seconda guerra mondiale, servì come nave trasporto truppe. Terminata la guerra la nave tornò al suo normale servizio passeggeri fino al 1960, anno in cui venne demolita.

## Curiosità
Poiché la sua gemella Georgic fu gravemente danneggiata durante il conflitto e fu poi ritirata e demolita nel 1957, il Britannic fu l'ultima nave della storia a navigare con la livrea della White Star Line e anche l'ultima della compagnia ad essere radiata dal servizio.